# Tristagma fragrans
Tristagma fragrans är en amaryllisväxtart som beskrevs av Pierfelice Ravenna. Tristagma fragrans ingår i släktet Tristagma och familjen amaryllisväxter. Inga underarter finns listade i Catalogue of Life.